# هوونامس
هوونامس هي مدينة في ولاية فورارلبرغ النمساوية في مقاطعة دورنبيرن (Dornbirn District). تقع في وسط الجزء النمساوي من وادي الراين. يبلغ عدد سكانها 15200 نسمة وهي خامس أكبر بلدية في فورارلبرغ. تشتمل معالم الجذب في هوونامس على قصر عصر النهضة الذي يعود تاريخه إلى القرن الـ 16 ومتحف يهودي.

## توأمة
لهوونامس اتفاقيات توأمة مع:
- أوستفيلدرن

## أعلام
- ماتياس براندل
- أوغست برينتانو
- هارالد مورشير
- رمضان أوزكان
- ليزا شبالت

## روابط خارجية
- Town of Hohenems
- Jewish Museum of Hohenems
- Stoffel's Saw Mill